# Kingstone (Somerset)
Kingstone is een civil parish in het bestuurlijke gebied South Somerset, in het Engelse graafschap Somerset met 83 inwoners.

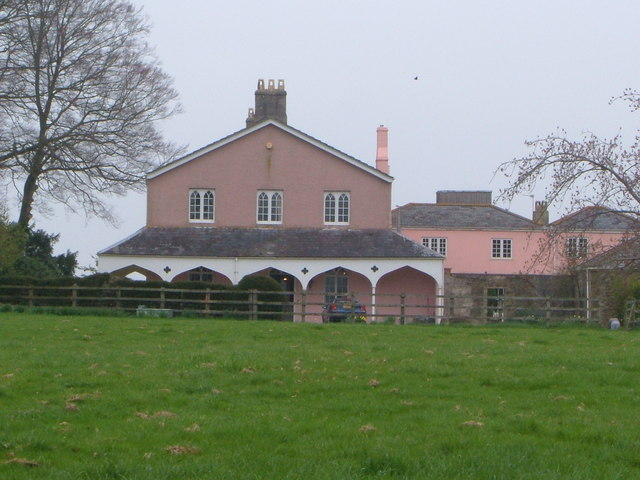
Wake Hill
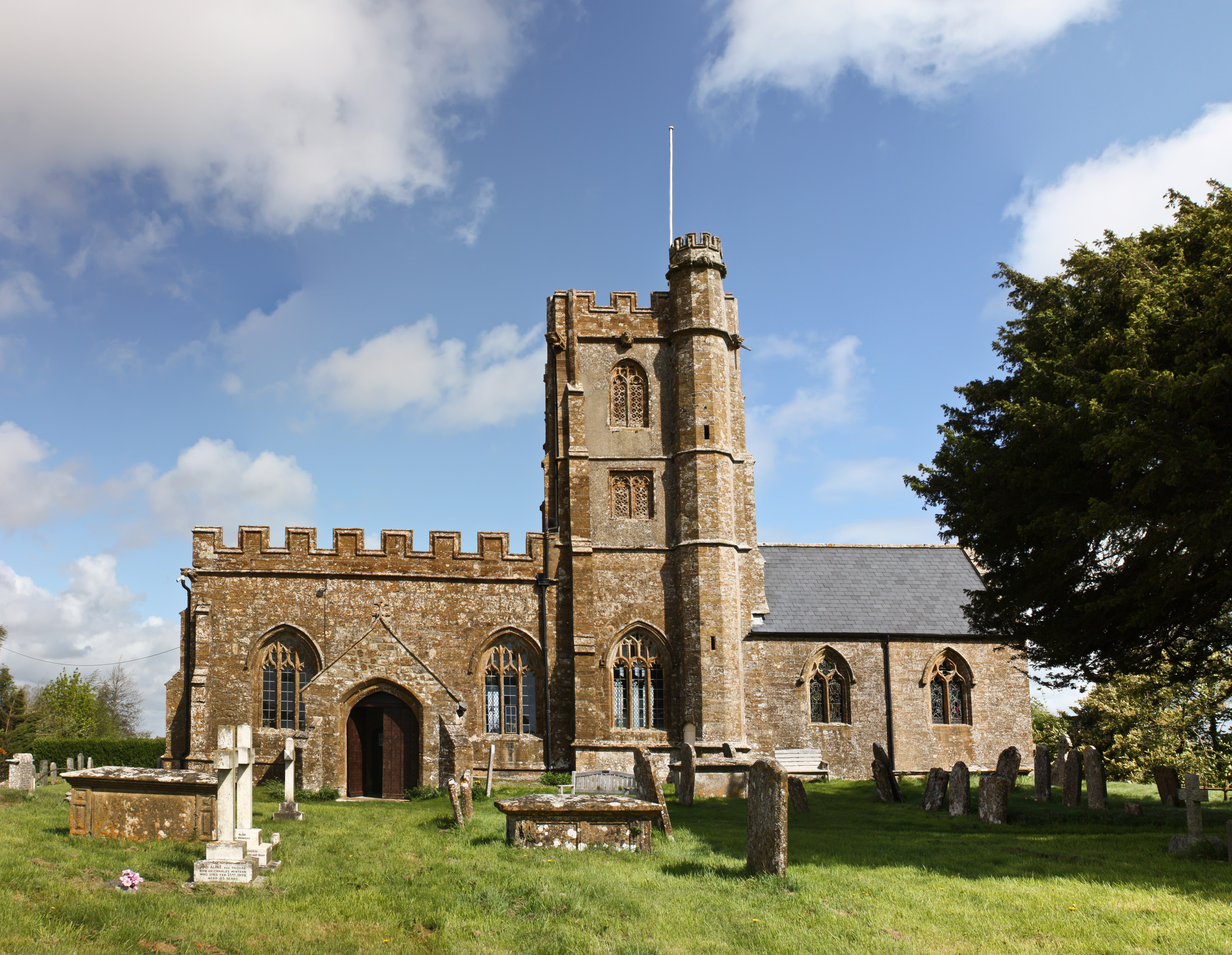
Kerk van St Johannes de evangelist en alle heiligen